# Ilse Raddatz-Unterstein
Ilse Raddatz-Unterstein (geborene Unterstein; * 9. Juli 1930 in Petschau, Okres Karlovy Vary, Tschechoslowakei; † 26. Oktober 2015 in Leipzig) war eine deutsche Grafikerin und Illustratorin.

## Leben und Werk
Ilse Unterstein besuchte bis 1945 das Gymnasium. Ihre Familie wurde in der Folge des Zweiten Weltkriegs 1945 aus dem Sudetenland vertrieben und kam nach Thüringen. Von 1948 bis 1952 machte sie in der Weimarer Porzellanmanufaktur Blankenhain eine Lehrausbildung zur Porzellanmalerin und Graveurin. Von 1953 bis 1958 studierte sie an der Hochschule für Grafik und Buchkunst Leipzig Grafik bei Bernhard Heisig und Illustration bei Gerhard Kurt Müller. Seit dem Abschluss als Diplom-Grafikerin arbeitete sie in Leipzig freischaffend als Grafikerin und Illustratorin und kurze Zeit als Kunstpädagogin an der Bezirksmusikschule. Ilse Unterstein heiratete den Grafiker Gerd Raddatz und wurde Mutter der Kinder Felix und Susi.
Bedeutung erlangte Ilse Raddatz-Unterstein als Buchillustratorin vor allem für den St. Benno-Verlag, den Hinstorff Verlag, den Gebrüder Knabe-Verlag, den Greifenverlag, den Kinderbuchverlag, den Postreiter-Verlag und den Dietz-Verlag.
Von 1958 bis 1990 war sie Mitglied des Verbands Bildender Künstler der DDR.

## Teilnahme an zentralen und wichtigen regionalen Ausstellungen in der DDR
- 1965: Berlin, Deutsche Akademie der Künste („Junge Künstler. Gebrauchsgraphik“)
- 1979: Berlin, Ausstellungszentrum am Fernsehturm („Die Buchillustration in der DDR. 1949 – 1979“)
- 1979 und 1985: Leipzig, Bezirkskunstausstellungen